# Cutizza
La cutizza è un dolce tipico della cucina comasca che consiste in una pastella a base di latte, farina, uova (può essere aggiunta anche la scorza di limone) poi fritto in burro e ricoperto di zucchero. Esistono altre varianti più povere: il paradell o laciada che omettono uova e zucchero e la brusada, che invece che essere fritta è cotta sulla brace. La preparazione è simile alla schita pavese.

## Preparazione
In una scodella impastare un uovo con due cucchiai colmi di farina. Dopo la prima mescolata aggiungere due cucchiai di latte. Continuare a sbattere fino a ottenere un impasto uniforme. Aggiungere il latte rimanente per dare una consistenza cremosa. In una padella fare fondere burro e attendete che sfrigoli. Versare nel burro bollente l'impasto ottenuto e friggere su entrambi i lati, fino a ottenere una frittella dorata. Può eventualmente essere utilizzato dell'olio di semi se non si ha dimestichezza con il burro. Scolare la cutizza e servirla su un piatto, dopo averla abbondantemente cosparsa di zucchero o di marmellata.